# Boele Bregman
Boele Bregman (Aengwirden, 9 februari 1918 - Heerenveen, 1 juni 1980) was een autodidactische Nederlands etser, collagist, schilder en beeldhouwer, maar ook dichter. 
Zijn leven is erg bepaald door zijn ervaringen tijdens de Tweede Wereldoorlog, zijn aanvankelijke beroep als loodgieter en zijn zwakke gezondheid. Tijdens de Tweede Wereldoorlog raakte hij actief betrokken bij het verzet. Na de oorlog werd hij loodgieter, maar na een hartaanval in 1956 stopte hij en werd hij fulltime kunstenaar. Mede door de Koude Oorlog werd hij overmand door angsten en dreigingen, waardoor zijn stijl expressiever, donkerder en somberder is geworden.

## Kunstenaar
Inspiratie kreeg hij van existentialistische kunstenaars als Paul Klee en Alberto Giacometti. Omstreeks 1960 ging hij tekenen en etsen. Hierdoor kwam de nadruk in zijn werk meer en meer op het gebruik van de lijn en de vlakverdeling te liggen. Samen met kunstenaars uit de omgeving van Heerenveen als Sjoerd de Vries en Sies Bleeker zocht hij naar een eerlijke bezielde kunst, met ruimte voor menselijke emoties als pijn, vreugde of verdriet. Zijn uitvoerige briefwisseling met Laurens ten Cate werd gepubliceerd in het tijdschrift Trotwaer. Zijn soms woeste en angst inboezemende schilderingen veranderden in de loop der tijd in stillevens in pasteltinten. Boele Bregman maakte tot aan zijn dood in 1980 jaarlijks een nieuwjaarsprent, waardoor zijn ontwikkeling in de tijd goed te zien is.

## Dichter
Boele Bregman heeft zijn hele leven lang geworsteld heeft met zijn oorlogservaringen. Zijn werk gaat over de grote morele vraagstukken van die tijd.
Bregman debuteerde als dichter in 1958 in Het Princessehof in Leeuwarden. Zijn vijftig beste gedichten werden in 2013 door Willem Winters gebundeld met als titel O, was ik als een aap.

## Collecties
Een grote collectie schilderijen van Bregman, met enkele prenten en plastieken werd in Britswerd bijeengebracht door zijn vriend Siep Hellinga. Werken van Bregman zijn te zien in de collecties van:
- Museum Belvédère, Heerenveen, Oranjewoud
- Karmelklooster Drachten, Drachten
- Museum Drachten (Dr8888)